# Ronay
Ronay (en gaèlic escocès: Rònaigh) és una illa deshabitada localitzada en el grup de les Hèbrides Exteriors, a Escòcia. L'illa està situada a escassa distància de la costa est de Grimsay. El nom de l'illa procedeix del nòrdic antic, i significa "illa escarpada". L'illa té una àrea de 563 hectàrees i una alçada màxima de 115 metres al cim del Beinn á Charnain .=
L'any 1826 l'illa albergava una població de 180 persones, però l'any 1831, amb l'emigració forçada que hi va haver als Highlands (Highlands Clearances) tota la població va ser evacuada amb la finalitat de buidar l'illa per dedicar-la al pasturatge d'ovella.
L'illa roman deshabitada des dels anys 1920.
Ronay està envoltada per moltes altres més petites, incloent Eilean na Cloiche al sud-est, Eilean l Fhèidh a l'est, Flodaigh Mòr al nord-est, Haunaray al nord, i Garbh Eilean Mor entre ella i Grimsay.
El nord forma una península anomenada Rònaigh Beag. La secció central conté set o més llacs, que proporcionen un subministrament d'aigua dolça.
L'illa sencera és aspre, coberta d'afloraments i monticles, que poden haver estat parcialment erosionades pel sobrepasturatge. Hi ha tres pics principals, Beinn Rodagraich (99m) al sud, el Beinn a' Chàrnain a l'est (115m) que incorpora Cnoc Mòr i Beinn an t-Sagairt, i el tercer en Ronaigh Beag, que s'eleva a 74m.